# 打字机里出来的故事
《打字机里出来的故事》（義大利語：Novelle fatte a macchina）是意大利儿童文学作家贾尼·罗大里所著的童话故事集。1972年8月开始在意大利《国家晚报》连载，1973年出版成书。

## 中文译本
- 贾尼·罗大里. . 国际安徒生获奖作家书系. 由祝本雄翻译 初版. 河北少年儿童出版社. 2000年5月. ISBN 9787537620208.
- 贾尼·罗大里. . 罗大里经典作品丛书. 由潘文源翻译 初版. 中国少年儿童出版社. 2013年1月. ISBN 9787514809480.